# Ofek
Ofek (hebr. אופק) – prototyp izraelskiego ciężkiego transportera opancerzonego powstałego w wyniku modernizacji wycofywanych ze służby czołgów Merkawa Mk 2. 
Według doniesień pojazd ten znalazł się w użytku Sił Obronnych Izraela w 2023 rok. 

## Historia
W związku z ogłoszonym przez Szefa Sztabu Sił Obronnych Izraela generała Gadiego Eizenkota w 2015 roku planem „Gide’on” armia izraelska rozpoczęła proces dostosowywania się do wymagań współczesnego pola walki. Zakłada on zwiększenie siły ognia izraelskiej armii, rozwój techniczny używanego sprzętu i specjalizację struktur wojskowych wszystkich rodzajów wojsk. W związku z tym wojsko rozpoczęło proces wycofywania przestarzałego sprzętu, w tym czołgów Merkawa Mk 2. Postanowiono, że można je wykorzystać i zaadaptować ich podwozie do stworzenia nowych ciężkich transporterów opancerzonych. Uznano, iż będzie to pozyskanie nowych pojazdów niskim kosztem, ponieważ Merkawa Mk 2 miała opancerzenie opierające się na pancerzu modułowym i ekranach przeciwkumulacyjnych. Ofek ma być wykorzystywany jako pojazd logistyczny, wsparcia medycznego czy też jako pojazd dowodzenia.   
Pierwszy raz pojazd został przetestowany podczas manewrów wojskowych w 2015 roku, a potem podczas manewrów 7 Brygady Pancernej w Dolinie Jordanu w 2017 roku. Reakcje wojskowych były pozytywne. Docenili także fakt, iż izraelska armia może otrzymać nowy rodzaj pojazdy niskim kosztem poprzez zmodyfikowanie istniejącej już konstrukcji. Kolejną zaletą będzie też to, że nie trzeba będzie zmieniać programu szkolenia.   
Podczas operacji „Żelazne Miecze” w Strefie Gazy w 2023 roku ujawniono informacje o tym, iż Ofek był używany przez Siły Obronne Izraela w roli wozu dowodzenia .   

## Konstrukcja
Zmiany w Merkawie Mk 2 objęły usunięcie wieży z armatą. W zamian zamontowano nieruchomą wieżyczkę. Ponadto, w celu zwiększenia przestrzeni wewnątrz pojazdu zlikwidowano przedział amunicyjny. Pozostawiono silnik wysokoprężny Teledyne Continental AVDS-1790-6A o mocy 908 KM z Merkawy Mk 2, który pozwala rozwinąć prędkość maksymalną 50 km/h. Załoga składać się ma z 2 osób, a przedział transportowy będzie mógł pomieścić 10 żołnierzy desantu. Będą oni mogli wejść i opuścić transporter przez pozostawiony z tył kadłuba właz. W celu zwiększenia komfortu użytkowania zamontowano klimatyzację. Bezpieczeństwo załogi i desantu ma być zwiększone poprzez zamontowanie urządzeń zagłuszających fale radiowe.
| długość | wysokość | szerokość | masa   | załoga  | silnik                                                              | prędkość | zasięg | uzrojenie                            |
| ------- | -------- | --------- | ------ | ------- | ------------------------------------------------------------------- | -------- | ------ | ------------------------------------ |
| 7,45 m  | 2,7 m    | 3,7 m     | 60 ton | 4 osoby | silnik wysokoprężny Teledyne Continental AVDS-1790-6A o mocy 908 KM | 50 km/h  | 500 km | 1x karabin maszynowy kalibru 7,62 mm |